# RX-M Destinazione Luna
RX-M Destinazione Luna (Rocketship X-M), o semplicemente Destinazione Luna, è un film del 1950 diretto, prodotto e sceneggiato da Kurt Neumann.
Girato in breve tempo per approfittare della pubblicità del film uscente Uomini sulla Luna di George Pal, RX-M Destinazione Luna costituisce la prima avventura cinematografica nello spazio del secondo dopoguerra. Narra le vicende di una missione spaziale per la Luna che, a causa di una serie di eventi imprevisti, giunge invece sul lontano pianeta Marte.

## Trama
Quattro uomini e una donna vengono lanciati nello spazio dal campo missilistico di White Sands a bordo del vascello spaziale RX-M (Rocketship Expedition-Moon), nella prima spedizione dell'umanità verso la Luna. A metà strada dalla loro destinazione i motori della RX-M tuttavia si arrestano; il problema viene risolto ricalcolando i rapporti di miscela di carburante e quindi spostando alcuni dei serbatoi di propellente e i loro tubi di collegamento. Quando i motori si riaccendono, la RX-M sbanda rapidamente fuori controllo, inserendosi accidentalmente in una rotta di fuga oltre la Luna e nello spazio profondo.
Durante questa rapida accelerazione, tutti i membri dell'equipaggio, a uno a uno, perdono conoscenza a causa di un calo di pressione dell'ossigeno. I motori si spengono appena in tempo. Dopo qualche tempo, forse molti giorni, lentamente si riprendono. L'equipaggio rianimato scopre ben presto che la RX-M ha percorso circa 50 milioni di miglia durante lo stato di incoscienza. Contro ogni previsione, questa sorprendente sequenza di eventi li ha portati in una rotta diretta verso Marte. Notano inoltre che la velocità della RX-M è ancora in aumento, questa volta a causa dell'attrazione gravitazionale del Pianeta Rosso. Ben presto calcolano di essere a sole 50.000 miglia di distanza. Questo costringe il dottor Karl Eckstrom a "fermarsi e osservare con rispetto, mentre qualcosa di infinitamente più grande assume il controllo."
La RX-M penetra nell'atmosfera marziana e dà inizio al suo atterraggio, posandosi infine proprio quando incomincia una tempesta di pioggia. La mattina seguente gli scienziati, dopo aver indossato maschere di ossigeno da aviazione a causa della bassa pressione atmosferica, cominciano a esplorare la superficie desolata di Marte, per imbattersi finalmente nella prova di una civiltà avanzata ormai defunta: una scultura con un volto di metallo parzialmente sepolta nella sabbia, con alcuni ruderi di edifici a una certa distanza. Il loro contatore Geiger tuttavia registra una pericolosa quantità di radiazioni in quella direzione, tenendoli lontani; dai livelli di radiazioni in questa "città", appare chiaro che molto tempo addietro su Marte c'era stata una guerra atomica.
Dopo che gli esploratori hanno trovato rifugio per la notte nella grotta di un canyon, notano in lontananza i primitivi discendenti di quella civiltà che emergono da dietro i massi strisciando verso di loro. Stupito, il dott. Eckstrom commenta "Dall'era atomica all'età della pietra". Poco dopo avere lasciato la grotta, due esploratori hanno un incontro con una donna dai capelli scuri che ha perso il suo equilibrio ed è rotolata giù da una collina verso di loro. La donna è cieca, con spesse cataratte lattiginose su entrambi gli occhi, e urla di terrore al suono delle loro voci soffocate dalle maschere di ossigeno. Ben presto si ritirano, e lei è condotta altrettanto rapidamente via da due membri calvi della tribù che recano gravi ustioni da radiazioni sulla schiena. I primitivi poi attaccano, lanciando grosse pietre e asce di pietra. Armati solo di un fucile e revolver, gli esploratori si difendono mancando volutamente i loro inseguitori. Due dei terrestri muoiono durante l'inseguimento che segue, tra cui il dottor Eckstrom, abbattuto da un'ascia di pietra, e un altro è gravemente ferito da una grande pietra lanciata. I tre sopravvissuti alla fine si aprono la strada verso la salvezza costituita dalla RX-M.
Il viaggio di ritorno si rivela disastroso: i sopravvissuti calcolano che è rimasto troppo poco carburante per un atterraggio sicuro. Il colonnello Graham contatta la loro base di White Sands via radio e segnala il loro stato precario al dottor Fleming, che ascolta attentamente e senza dire una parola.
La RX-M dà inizio alla sua discesa incontrollata e il colonnello e la dottoressa Van Horn si abbracciano nei pochi momenti che rimangono loro. Attraverso il grande oblò della cabina dell'equipaggio, coraggiosamente guardano la loro rapida discesa che portaerà infine la RX-M a schiantarsi nelle montagne della Nuova Scozia. La stampa viene poi informata da uno scosso dottor Fleming che l'intero equipaggio è perito. Quando viene chiesto se la missione è stata un fallimento, egli afferma con convinzione che tutte le teorie su voli spaziali con equipaggio umano e l'esplorazione ora sono stati dimostrati. Inoltre sottolinea il fatto che è stato ricevuto un terribile avvertimento che potrebbe benissimo significare la salvezza dell'umanità, e che "Una nuova astronave, la RX-M-2, inizia la sua costruzione domani". L'esplorazione pionieristica inaugurata dall'eroico equipaggio della prima RX-M dunque continuerà, questo è solo l'inizio.

## Produzione
Questo lungometraggio della Lippert Pictures, prodotto, sceneggiato e diretto da Kurt Neumann, venne girato in soli 18 giorni con un budget di 94.000 dollari, approfittando del ritardo della distribuzione dell'atteso film di alto profilo di George Pal Uomini sulla Luna (Destination Moon), per sfruttarne la campagna pubblicitaria nazionale in corso. RX-M Destinazione Luna irruppe nei cinema 25 giorni prima del film di Pal.
La carenza di tempo e di risorse costrinse i produttori ad omettere le scene di effetti speciali della RX-M e sostituirle con dello stock footage di razzi V-2 in lancio e in volo per completare alcune sequenze che altrimenti sarebbero state effettuate utilizzando la miniatura della nave a razzo RX-M; gli inserti con le V-2 crearono problemi di continuità molto evidenti.
Negli anni settanta i diritti del film vennero acquistati da Wade Williams (poi Wade Williams Productions/Englewood Video/Wade Williams Collection), che fece rigirare alcune scene di effetti speciali per migliorare la continuità complessiva della vicenda; le edizioni del film distribuite in VHS, laser disc e DVD includono queste scene rigirate.

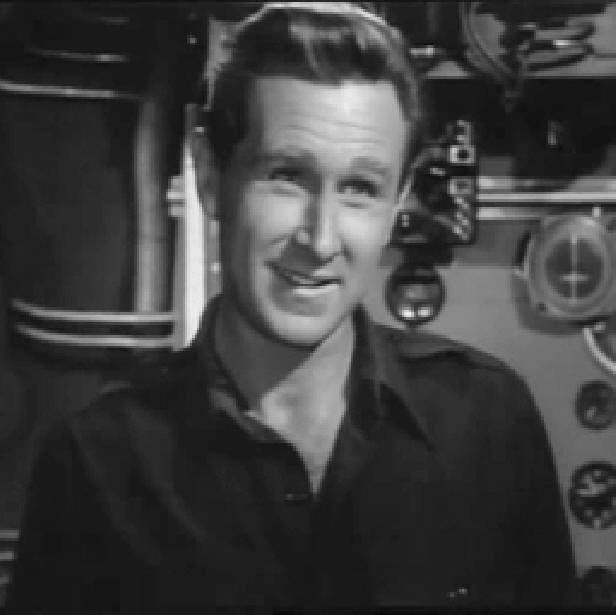
Floyd Graham (Lloyd Bridges)
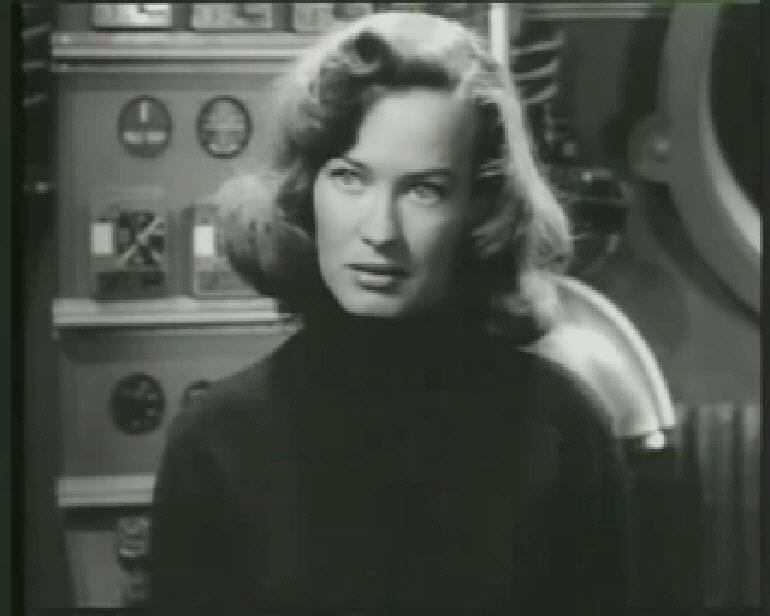
Lisa Van Horn (Osa Massen)
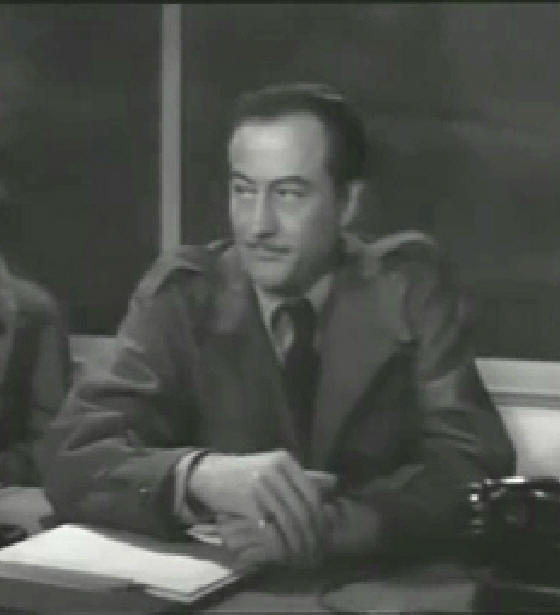
Karl Eckstrom (John Emery)
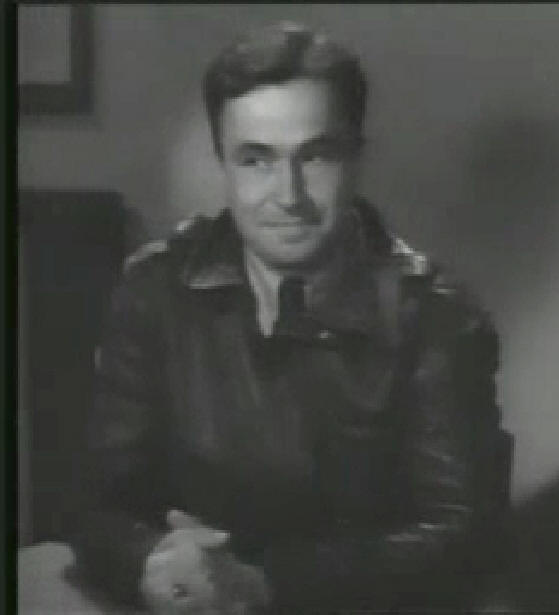
Il maggiore William Corrigan (Noah Beery Jr.)
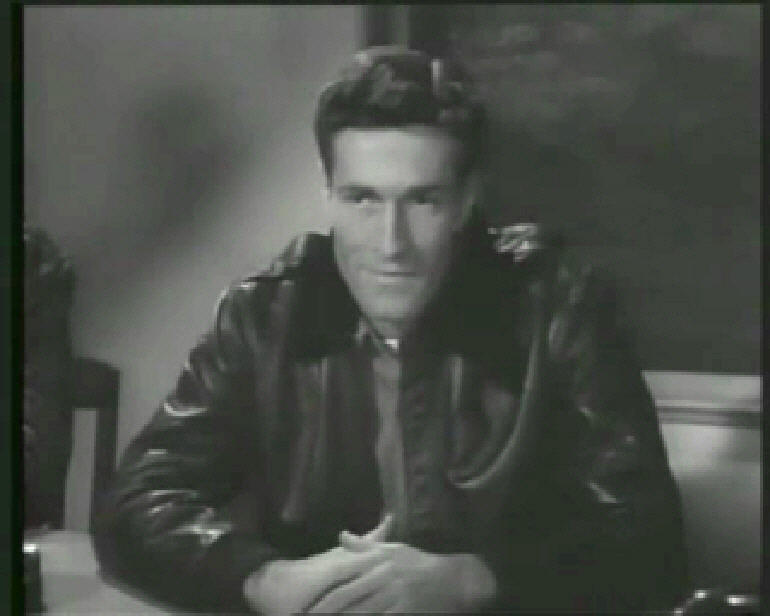
Harry Chamberlain (Hugh O'Brian)
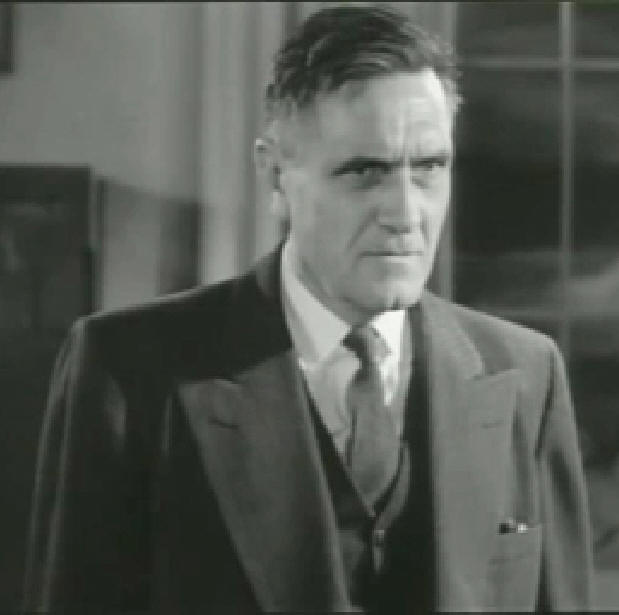
Ralph Fleming (Morris Ankrum)

## Distribuzione
Il film è stato distribuito in Italia dalla Capital Pictures nel gennaio 1951.

## Critica
RXM Destinazione Luna si segnala, assieme a La minaccia atomica e ad Ultimatum alla Terra, per essere portatore di un messaggio pacifista e al tempo stesso ammonitore sul pericolo atomico (erano trascorsi appena quattro anni dalle bombe di Hiroshima e Nagasaki) cui aggiunge la particolarità di un finale pessimistico inconsueto nel panorama cinematografico degli anni '50.»
(Fantafilm)
Il film fu candidato ai Retro Hugo Award per il 1951 per la "migliore presentazione drammatica" dopo 50 anni, nel 2001.